# Алансонское кружево
Алансо́нские кружева́ (фр. point d’Alençon) — тип кружева, который возник в Алансоне, Франция.
Изготовление кружева началось в Алансоне в XVI веке. Местная промышленность пережила быстрый рост в годы правления Людовика XIV. Жан-Батист Кольбер в 1665 году основал в городе Королевскую мастерскую по производству кружева в венецианском стиле. Целью создания этой мастерской было уменьшение зависимости французского двора от дорогостоящего иностранного импорта. Марта Ла Перрьер изменила венецианскую технику, и уникальный стиль «алансон» возник примерно в 1675 году после того, как монополия Кольбера закончилась.
Хотя после Французской революции спрос на кружево резко упал, его популярность частично восстановилась во время Второй Французской империи. Святая Мари-Азели Герен Мартен, мать святой Терезы из Лизьё, была известной кружевницей в Алансоне.
В конце XIX века производство алансонского кружева приходит в упадок в связи с изменениями в моде и развитием более дешёвого кружева машинного производства.
Алансонские кружева являются одним из ключевых предметов сюжета комедии Козьмы Пруткова «Блонды».
ЮНЕСКО признала необычное мастерство изготовления этого кружева и добавила его в свой Репрезентативный список нематериального культурного наследия человечества в ноябре 2010 года.